# Cal·línic II
Cal·línic II (en grec Καλλίνικος Β') va ser patriarca de Constantinoble tres vegades, la primera l'any 1688, substituint Jaume I, la segona de 1689 a 1693, i la tercera del 1694 al 1702.
Va reorganitzar el Liceu Privat Grec de Fener i va emetre molts decrets canònics, que tractaven qüestions greus de l'Església. Va morir el 8 d'agost de 1702 i va ser enterrat al monestir de Kamariotissa a les Illes dels Prínceps.